# Partido General Arenales
General Arenales ist ein Partido im Norden der Provinz Buenos Aires in Argentinien. Laut einer Schätzung von 2019 hat der Partido 15.059 Einwohner auf 1.522 km². Der Verwaltungssitz ist die Ortschaft General Arenales. Der Partido wurde 1889 von der Provinzregierung geschaffen.

## Orte
General Arenales ist in 7 Ortschaften und Städte, sogenannte Localidades, unterteilt.
- General Arenales
- Arribeños
- Ascensión
- Estación Arenales
- Ferré
- La Angelita
- La Trinidad

## Wirtschaft
Die Wirtschaft des Partido General Arenales wird von der Landwirtschaft dominiert. Die wichtigsten Produkte sind Ackerkulturen, Rind- und Schweinefleisch, Honig und Milchprodukte.
Außerdem gibt es kleine Metall- und Textilindustrien sowie zahlreiche kleine Unternehmen.